# John Hildebrand
John G. Hildebrand (26 de março de 1942) é um neurocientista natural dos Estados Unidos.   
Dr. Hildebrand é professor honorário e professor regente da Universidade do Arizona e foi eleito membro da Academia Americana de Artes e Ciências, Sociedade Internacional de Neuroetologia, Sociedade Real de Entomologia de Londres, Associação Americana para o Avanço da Science, Sociedade Entomológica dos Estados Unidos e membro correspondente da Academia Brasileira de Ciências (2020). Ele foi premiado com um título honorário pela Universitá degli Studi di Cagliari e nomeado Professor Einstein na Academia Chinesa de Ciências. Em 1964, recebeu grau de bacharel em biologia pela Universidade Harvard, seguido por um doutorado em bioquímica pela Universidade Rockefeller, em 1969.  